# 门阳
门阳（1990年9月25日—），中国足球运动员，司职前锋，现效力于中国足球乙级联赛球队银川贺兰山。

## 俱乐部生涯
门阳是中国足球教练门文峰之子，2002年开始在成都谢菲联训练，2009年1月前往当时处于匈牙利足球乙级联赛的费伦茨瓦罗斯。门阳在匈牙利表现出色，并在2009/10赛季被提升到一线队。
2011年，门阳回国加盟中国足球超级联赛球队长春亚泰。但他在2011赛季未能代表一线队出场。2012年2月，门阳转投中超升班马广州富力。10月7日，他在中超联赛第27轮广州富力客场挑战长春亚泰的比赛中首发出场，上演中超联赛首秀，但表现一般，上半场20分钟就被梁岩峰换下。